# 24Кичън
24 Kичън (24kitchen) е международен кулинарен телевизионен канал. За първи път в България се излъчва чрез кабелни и сателитни оператори от 1 март 2012 г. като заменя Utilisima. Гласът на 24Kitchen е покойният Иво Райков, който е заместен от Калин Врачански.

## История
Каналът стартира от Fox Networks Group Benelux в сътрудничество с Jan Dekker Holding, който се излъчва в Холандия. Предлага се и в HD . Стартира на 1 октомври 2011 г. Предварителен канал беше показан на платформата UPC Холандия месец преди старта.
24Kitchen Португалия е моделирана на холандската версия, с оригинално съдържание и международни серии. Стартиран е от Fox Networks Group Португалия през 2012 г. в Португалия и Африка. По-късно последвани от локализирани версии в цяла Югоизточна Европа.
На 20 март 2019 г. компанията Walt Disney придоби 21st Century Fox , включително Fox Networks Group Benelux.
На 13 декември 2020 г. беше предоставен избран брой програми от 24 кухни, които могат да се предават по Disney + в Холандия.